# 坂崎幸之助
坂崎 幸之助（さかざき こうのすけ、1954年〈昭和29年〉4月15日 - ）は、日本のミュージシャン、ラジオパーソナリティ。ロックバンド・THE ALFEEのメンバーである。本名は坂﨑 幸二（さかざき こうじ）。実家は墨田区の酒屋・武蔵屋坂崎商店（2016年に閉店後2022年時短営業再開）。身長164.2cm。血液型O型。
東京都墨田区出身。東京都立墨田川高等学校卒業、明治学院大学文学部二部英文学科中退（2014年3月18日、明治学院大学から「名誉学士」の称号が授与された）。

## 人物
芸名の由来は、自分の名前にインパクトがないため嫌だったことと、家の隣が電器屋だったためパナソニックの創業者・松下幸之助に因んでつけた。BEAT BOYSでは、「じょん・のれん」を名乗っている。ファンやスタッフの間では、「坂さん」や「幸ちゃん」の愛称で呼ばれている。
グループの初期リーダーであり、ギター、およびボーカル担当。その他ライブでは、ブルースハープ、パーカッション、フラットマンドリンを演奏することも多く、またライブやレコーディング、テレビ・ラジオ番組等ではドラム、ウクレレ、バンジョー、シタール、ドブロ・ギター、コードハープ、ブズーキ、テナーギター、チャランゴ、ピアノなども演奏することもある。またプロモーションビデオでは、リュートギターを演奏したこともある、多彩な楽器を自在に弾きこなすマルチプレイヤーである。ただし､「管楽器だけはどうしてもダメだった」と語っている｡
実家は墨田区の酒屋・武蔵屋坂崎商店（2016年に閉店後2022年時短営業再開）。実兄が経営しており、店内にはグループのポスターなどが貼られていることが、『たけしのニッポンのミカタ!』で紹介された。なお、エッセイスト・造園家・編集者で日本路地・横丁学会の会長でもある坂崎重盛は叔父。ビジュアル系インディーズバンド「AILE」の元ベーシストで、アニメ『おそ松さん』のゲームアプリ「しま松」プロデューサーを務めた「ざきP」こと坂崎彩は甥で、ロックバンド「Non Stop Rabbit」の元ベースボーカルで、「神が残した夢を喰う。」のボーカルを務めているはるくん（矢野晴人）は再従甥。また従兄弟はスターダストプロモーションの取締役副社長で“理事長”の別名で知られている藤下リョウジである。
幅広い交友関係を持つメンバーの中でもその交友関係は群を抜いて広く、音楽関係者のみならず田中長徳や赤瀬川原平、内山りゅう、中村征夫といったカメラ繋がりの有名人や矢追純一等、多岐に及ぶ。過去には、田中長徳が主催する東京カメラクラブのメンバーに招かれている程である。
メンバーの中でも特に話術に長けており、幼少期に落語家を志したというだけあって、ラジオやステージ上のMC等で聴くことができる軽妙かつ面白いトークで、"God Of DJ"の異名を取るほどである。かつて『スーパーFMマガジン・坂崎幸之助のNoru-Soru』が放送されていた頃は「FMステーション」誌のFMラジオパーソナリティ人気投票で、必ずといっていいほど上位にランクされていた。しかし、かつてはその喋りが仇となったのか、『スーパーFMマガジン』がスタートする以前は「社風に合わないから」というだけの理由で、TOKYO FMに出入り禁止にされていたと番組の最終回で語っていた。本人曰く「新曲を出しても高見沢や桜井は呼ばれるのに俺だけ出入り禁止なんて、こんなバカな話は無い（笑）」とのことである。
また、物真似も達者である。特に、南こうせつの真似はかなりのもので、かつてフジテレビ『LOVE LOVEあいしてる』で、後ろを向いたKinKi Kidsに、2人でそれぞれ同じ歌を歌い、どちらが本物か当てさせるクイズを行ったところ、「全然わかんねー!!」と言わしめたことがある。他にも、加藤和彦や忌野清志郎、あがた森魚、吉田拓郎、泉谷しげる、バリー・ギブ（ビージーズ）や麻生太郎、左卜全などアーティスト以外にもレパートリーは多数で、人間以外の物真似(お猿のオリバー君)も行うことがある。ライブで行われるコントでは主にツッコミ役で、小柄な体格や髪型がよくネタにされている。
デビュー当時より眼鏡をかけており、特に90年代以降は縁が太いものをかけることが多くなっている。また、再デビューの頃から90年頃までは黒髪のカーリーヘアであったが、現在は茶髪にしストレートな髪型である。
アルフィーが売れない頃から、所ジョージと親交が厚く、所のアルバムでのアレンジ・ギター演奏の他、所とタモリのジョイントコンサートにギターで参加したり、映画『下落合焼とりムービー』での共演等もした。同じアパートで寝食を共にしていた時期もある。1970年代後半、『所ジョージのオールナイトニッポン』に2時半の男として登場。当時は「坂崎こうのとり」と呼ばれていた。番組当日、所と家で曲作りをして一緒にニッポン放送へ向かい、出来た曲を番組内で披露するということをしていた。所の初期の未発表曲で、本人が忘れている曲でも坂崎だけが憶えている曲があるという。後に、番組パーソナリティの座を譲られている。
現在も、ラジオのFM放送で自分の番組を持っており、NACK5の『K's TRANSMISSION』とJFN系列の『坂崎さんの番組という番組』の2番組でアルフィーの情報や自身のライブ、自らのリスペクトするアーティストの特集など自身の関心に沿った特徴ある番組作りをしている。
『K's TRANSMISSION』で放送された「イムジン河」の特集をきっかけに、映画監督の井筒和幸がこの番組を取材し、『パッチギ!』の原案に重要な影響を与えている。作品に出てくる「坂崎」は、坂崎本人と坂崎兄をモデルとした役柄になっている。また、この特集がきっかけでフォークルの「イムジン河」の1967年に果たせなかった発売が実現することとなり、そのことが加藤和彦と坂崎を結びつけ、「新結成ザ・フォーク・クルセダーズ」のメンバーに招かれたり、「和幸」の結成に至ることとなった。
他のアーティストとのセッションも多く、アコースティックギターの高度なテクニックから他のアーティストのライブにゲスト参加したり、TOSHI (X-JAPAN) のソロアルバム等のレコーディングにも参加する機会が多い。1991年には「スーパーFMマガジン・坂崎幸之助のNORU-SORU」の企画によって、ジェイ・グレイドンやタック&パティといった海外のアーティストとのセッションも実現した。タック&パティとは後にステージでも共演を果たしている。
2020年4月より、自身の公式Instagramを立ち上げており、さかすたぐらむ・サカスタなどと呼ばれ更新の度にファンを湧かせている。
阿佐ヶ谷姉妹の渡辺江里子が坂崎に似ている事から「FNS歌謡祭」で阿佐ヶ谷姉妹とTHE ALFEEが共演した事がある。

## 経歴
ビートルズや吉田拓郎、ザ・フォーク・クルセダーズ等をルーツとする。しかし、国内外でコピーしたアーティストは数多く、多方面から影響を受けている。
1967年 - 中学1年生の時に、ヤマハのFG110を購入する。アコースティック・ギターを購入したのは、家が下町の酒屋であるという体裁からであり、その当時本人は、ザ・ベンチャーズの影響か、エレキギターが欲しかったようである。「エレキを持つと不良になる」という、当時の一般社会の考えからそうなったとも考えられている。
中学・高校時には、毎日学校にギターを持って行き、休み時間になるとギターを弾いていた。当時は進学校であった都立墨田川高校では、ギターを学校へ持って行っても文句を言われないようにフォークソング同好会を設立し、初代会長となる（同好会はその後程なくして部に昇格し、後輩にあたる部員は後に「終わりなきメッセージ」等のコーラスとして、THE ALFEEのレコーディングにも参加している）。
1972年4月 - 高校3年の時にフォークコンテストに1人で参加。そこで、後にメンバーとなる明治学院高等学校の3人グループ「コンフィデンス」と出会う。そのグループには桜井賢が所属しており、後にTHE ALFEEの母体となったグループである。坂崎は、そのコンテストで知り合った別の高校生2人と一緒に「へそ下3寸」というグループを結成したが、その年の夏に「へそ下3寸」を脱退してコンフィデンスに飛び入り参加し、そのまま一員となる。コンフィデンスとしてはシングルとLPを一枚ずつ出している（その後、坂崎の抜けた「へそ下3寸」はテレビ神奈川の「ヤング・インパルス」に出演した）。
「桜井たちが進学する」という理由で明治学院大学を志願するも受験日を間違えたため試験は受けられず、仕方なく二部の試験を受けて入学した。そこでは高見沢俊彦に出会い、フォーク嫌いだった彼をコンフィデンスに引き込む。フォーク好きの坂崎とハードロック好きの高見沢がなぜ友人になり得たかというと、ビートルズやウッドストック・フェスティバルでのCSN&Yのギターやコーラスに、2人が惹かれていたからだという。高見沢が加入して4人になったコンフィデンスは、デビューにあたってアルフィー (ALFIE) と改名し、本格的にバンドとしての活動を始動させる。
1974年8月25日 - シングル「夏しぐれ」デビュー。
デビューから再デビュー後の1980年代前半まで、一部の曲目は坂崎が作詞・作曲を行っていた。1979年頃から1980年代前半、まだ無名だったアルフィーの知名度を上げるために、林家三平（初代）に師事して話術を磨き（このため、現在でも海老名家と交友が深い）、積極的にラジオ番組に出演した。
1982年以降に、アルフィーがいわゆるロックバンド系編成に変化するに当たっても、アコースティックギターを離すことはなく、バンドの独自のサウンドを作る上で重要な要素を作り上げた。しかし、ライブでは高見沢がアンプを何台も積み上げて爆音で演奏し、「坂崎さんはハードロックの曲のときは何をしているんですか」と言われたこともあったようである。しかし、その爆音の中でもアコースティックギターのサウンドに凝っていた。爆音でもギターの板が共鳴しないように、ヤマハの技術者と工夫を重ねている。この時のギターデザイナーが、後に自身のブランドである"Terry's Terry"を興して独立し、坂崎のメインギターを作ったテリー中本こと、中本輝美である。
その一方で、ギターを担当せず自身がリードヴォーカルを取るハードなナンバーなどもあり、いつもと違った一面を見せることもある。特にハードな曲では、ハンドマイクでステージ上をアクティブに動き回る姿を見ることができる。また「GATE OF HEAVEN」（1984年）以降、シンセドラムをも担当することが多く「シンデレラは眠れない」（1985年）では、ギターを持たずにシンセドラムのみでテレビ出演、ステージでも多くの曲でシンセドラムのみ、あるいはギターとドラムの組み合わせといった、器用ぶりを発揮しており、マルチプレイヤーである。「ジェネレーション・ダイナマイト」のPVや「ROCKDOM -風に吹かれて-」での「ザ・ベストテン」出演時に通常のドラムセットでプレイしている姿が見られるが、こちらはライブではほとんど見られない。
また、ベースも弾くことが出来、コンサートのアンコールなどで桜井がハンドマイク等で歌う時など楽器を演奏しない際に、代わりにベースを弾くこともある。元々桜井のベースは、プロデビュー後に坂崎が教えたものである。また、ロックの奏法しか出来なかった高見沢にはフォークに欠かせないスリーフィンガー・ピッキングを教えたという。
2002年 - ザ・フォーク・クルセダーズの期間限定新結成のメンバーに抜擢され、はしだのりひこに代わるセンターとして参加する。
2004年 - 開通した九州新幹線のイメージソングを即興で作曲した。また徳島県の吉野川遊園地に「坂崎さんのおさかなランド」がオープン。館長を務めていたので、開館以来徳島を訪れることが増えていた（吉野川遊園地は2011年8月31日をもって閉園したが、おさかなランドは閉園1ヶ月前に火災事故で焼失）。同年、シンガーソングライターのkayokoと共に「坂崎kayoko」を結成し、インディーズでアルバムをリリース、オールナイトニッポンレコーズからリリースされたコンピレーションアルバム「青田屋3号」に「あのすばらしい愛をもう一度」と「始まりはいつでも」の二曲に参加。
2007年 - 『K's TRANSMISSION』の番組上で、加藤和彦との新ユニット和幸（かずこう）の結成を発表。1960年代から1970年代の音楽を、彼らの視点で再提示したアルバム『和幸：ゴールデン・ヒッツ』をリリースした。
2009年5月2日 - コンサート中に実父を亡くす不幸に見舞われる。奇しくも同日尊敬する大先輩でもあった忌野清志郎もこの世を去っており、「自分にとってとても大切な人を2人同時に亡くしてしまった」と激しく落胆、大きなショックを受ける。さらにこの年は10月17日にはファンであるザ・フォーク・クルセダーズのメンバーだった加藤和彦もこの世を去ってしまい、坂崎にとっては大切な3人を亡くし、とても悲しい1年となってしまった。
2014年3月、母校の明治学院大学で「名誉学士」の称号を授与された（明治学院大学独自の制度であり、法的な大学卒業とは異なる）。

## 所有ギター
レコーディングにおいて使用するギターとライブ（アルフィー）において使用するギターは分けられている。ライブで使用されるギターは弦の振動を電気信号に変えるピックアップを搭載したエレクトリック・アコースティックギターが殆どである。大音量のアルフィーのステージはアコースティックギターにとって稀に見る過酷な環境であり、ハウリング対策などの技術開発を繰り返してピエゾ素子ピックアップのエレクトリック・アコースティックギターの完成度を高め、それが現在は一般向けにも広く普及している。ピックアップのないヴィンテージギターはアルフィーのライブにおいて使用されることは少なく、弾き語り中心のお台場フォーク村、フォーク・デイズなどのアコースティックライブとレコーディング用に使用されることが多い。
エレキギターもいくつか所有しているが、アルフィーの活動において弾くことは回数的に限られている(使用頻度は少ないが、フルアコースティックギターや後述のエレキとエレアコの兼用ギターを使用することはある)。年1回のイベント「Dear BEATLES」に於いて、新作エレキギターを披露することもある。
2012年、Stafford×MAXONより、自身が監修したアナログコーラスエフェクター「Koh Chorus 6348ST」がリリースされた。製品名称は、自身の愛称と実家の店舗名称因んでいる。高見沢と同じくギターコレクターで、200本を超えるギターを所有している。
以下は、レコーディング、ライブにおいて中心となってきたギターの一部である。
- マーティン D-18（1961年製）- 1973年に購入したマーティン。祖母から「プロになるなら一番いいのを買って来なさい」と言われて資金を出してもらい、サウンドが気に入ったD-18を購入した。初期のレコーディングではメインで使用された。
- マーティン 000-28（1951年製）- 長年に渡りレコーディング用のメインギターとして活躍した。低音が出過ぎずオールラウンドに幅広く使われた。1954年製も所有する。
- マーティン D-45（1968年製） -　2009年、知人より400万円弱で購入。近年でのレコーディングメインギター。憧れのCSN&Yのサウンドがそのまま出ると大のお気に入り。時折ライブでも使用している。
- マーティン D-45 CUSTOM（1982年製） - 須貝重太から譲り受けたもの。サイズが7/8（9/10と表記されることが多いが、正確には通常のドレッドノートの8分の7サイズであり、プロダクションモデルとしては他に7-28、7-37Kが存在する）となっておりレアなギターである。
- マーティン 00-21KS - 2008年にマーティンから「和幸」のシグネイチャーモデルとして、加藤和彦モデルと共に坂崎幸之助モデルが販売された。
- マーティン D-45S KK - 上述の加藤和彦モデル。本人曰く、遺品的な存在とのこと。
- マーティン MC-45 -　レンタル品、マーチン社が資金難に陥った際に援助した日本人資産家へのお礼として作成された世界に1台のギター。ボディには装飾が幾重にも施されている。サウンドも美しく、時々借り受けてライブ等で使用している。
- ギブソン J-185 - フォーク・クルセダーズのアルバム『戦争と平和』において多用。アルフィーのシングル「タンポポの詩」のEDにおいても聴くことができる。
- ギブソン チェット・アトキンス・モデル - 2005年頃はライブでもしばしば使用されていたので、ライブ映像でも確認可能。
- T'sT No.8(TS-100CS) - ライブにおけるメインギター。テリー中本による制作で、最も信頼を置いて使用される。1991年に製作されて以来、数多くのステージやレコーディングで頻繁に使用されてきたため、出番は以前より減っているがここぞという場面で使われる。「No.8」とはシリアル番号に因んだ通称で、正式モデル名称は「TS-100CS」。
- T'sT TJ-80 - シリアル番号の無いスタンダードな初期モデル、ライブなどで使用していた。近年は植村花菜、miwaに貸し出されたのち、現在はchayに貸し出している。
- T'sT 12strings - レコーディング・ライブ両方において使用される彼のメイン12弦ギター(ブラック塗装のモデル)。元になったのは、1980年代に使用していたYAMAHA CWE-58-12であり、テリー中本が工房を設立した際にネックとブリッジをT'sTのものに付け替えた。なお、YAMAHA CWE-58Xの6弦仕様（黒、青）の物も同様に後にT'sTになっている。近年では1音下げで弦のチューニングが成されることが多く、レギュラーチューニングのTSKシリーズと使い分けられている。
- T'sT TMJ-051KS 40th Annivarsary Model - テリー中本の工房活動40周年を記念してのシグネチャーモデル。テリー中本製作の左右非対称ギターのTMJ-051を基本に、スター・ブルー（天の川）のペインティングを施したモデル。
- T'sT No.21 - 元々は、長渕剛のNo.1仕様モデル。中古購入し、2014年の秋ツアーよりステージでも使用している。2015年春ツアーより、ホワイトのピックガードを装着している。
- T'sT TS-100 SB Custom - Acoustic Guitar Shop Hobo'sの20周年を記念した特別限定モデル。No.8を基本に、ハカランダとサンバーストカラーを施している[7]。
- TSKシリーズ - テリー中本 (T=Terry) と坂崎幸之助 (SK=Sakazaki Konosuke) とのコラボレーションによるブランド。T'sT系のサウンドを踏襲している。寺田楽器によりOEM生産されているため、フルオーダーのT'sTより求めやすい価格で市販されている。ライブ用として酷使され続けてきたT'sTの代替品として6弦、12弦、ガットモデルなどの使用比率が高まっている。
- VG・infieシリーズ - 寺田楽器製作所によるブランド、レコーディングで様々なギターを使用した楽曲を再現するべく、6弦ギターからダブルネック、トリプルネック・ギターまで幅広く揃える。また最近では高見沢と同様に、エレキギターとエレクトリック・アコースティックギターを兼ねるEAR-01も使い、エレキの歪ませた音で演奏することもある。
- ESPシリーズ - 6弦のアコースティックギターからカメラを模った変形のアコースティックギター、フラットマンドリンとのダブルネック、フルアコースティック・ギター、またDear Beatlesにて披露されるエレキ・ギターまで幅広く製作された。
- YAMAHAシリーズ - 上述のテリー中本がヤマハに在籍時より使用していた。初期にはCWEシリーズを使い、それを改良したAPXシリーズ（APX-50をよく使用していた）は開発にも携わっている。また最近ではサイレントギターのガットやコアボディ、ダブルネックなど自身のシグネーチャーモデルも使用している。
- Buscarino Guitars - アメリカのトップルシアーの一人、ジョン・バスカリーノにより製作。エレクトリック・ガット仕様を所有。
- 加山雄三からはデビュー50周年記念のモズライトを『ミュージックフェア』番組内で加山本人より贈呈されている。トリビュートアルバム参加時にはフェンダーカスタムショップ製のストラトキャスターも贈られている。

その他、求めるサウンドや機能に応じて臨機応変に使い分けている。

## 趣味
多趣味としても知られており、たびたび早起きしては朝市や露店に買出しに行くなど、自分の本業以外でもアクティブに行動している。
ペットにも関心が深く、両生類と爬虫類、熱帯魚を多数飼っている。実家でも、かつては犬を飼っていた。しかし、2018年現在は震災発生時のリスクを考慮して、熱帯魚の飼育を取り止めていることをラジオ番組「THE ALFEE 終わらない夢」(NHK-FM) の中で明かしている。また同番組では育てている野菜は飼っている亀中心なので自分は亀の食べた後の余りを食べているとも語っている。
1980年代、「アルフィーのオールナイトニッポン」で語ったところによると、坂崎が飼う爬虫類は他メンバーとの取り決めで全て「足を使い移動するもの」に限られ、「蛇を飼ったら解散」となっていた。しかし、「そう言った本人がヘビ革の靴だのベルトだの持ってるんですが」と皮肉ってもいる。
また、日本で発売されている一部の百科事典および図鑑には、番組の企画で彼自身が撮ったムカシトカゲの写真が掲載されている。
猫は家に多数飼っているが、マンションでの飼育のためか、何匹飼っているのかは公言していない。また、不幸な野良猫をなくすための運動（地域猫活動、病気の治療や野良猫を増やさないための避妊手術など）に協力しており、里親が見つかるまで自宅で預かることも多いようである。自身のラジオ番組内で里親を募集することもあり、リスナーから多くの里親希望者からのはがきが寄せられている。この辺りのことは著書「ネコロジー」（音楽専科社）に詳しい。1990年代には、20数匹の猫を飼育していたこともある。
2021年には独立行政法人国立科学博物館で開催された企画展「大地のハンター展」にて、飼育していたワニのコビトカイマンの剥製が展示された。また、それに伴い一般社団法人路上博物館が作成した剥製の3Dモデルも公開された。
クラシックカメラでは、田中長徳と偽ライカ同盟を結成、多数のカメラコレクションを所持する。他にも骨董品収集も趣味の一つに数えている。
江戸切子（和ガラス）、ウランガラスのコレクターとしても知られており、30年あまりの蒐集キャリアを持つ。2001年より「坂崎幸之助 和ガラスコレクション展」と銘打ち、全国を巡回している。2008年6月、江戸切子親善大使に任命された。和ガラスのコレクションは著書にまとめられている。
近年、東京都内のアイランドギャラリーにて定期的に自ら撮影の写真と写真にまつわる書画を掛け合わせた写画展を開催している。

## フォークの伝道
日本のフォークソング（1960年代から1970年代）に関する知識は随一であり、フォークソングの特集番組の司会を務めるなど、当時から活動しているフォークミュージシャンと共演し、若い層にフォークソングを広めることに一役買っている。たびたび歌っていた本人よりも曲を知っていることがある。
伝道を続ける理由については、「先輩方のいい曲ばっかり聴いてきたから、これ以上のものはできないなっていう気持ちが強くて、例えば拓郎さんの『イメージの詩』みたいなのと思っても、あれを超える曲なんかぜったい出来ないなって思っちゃう。だから、オリジナルを作るより、先輩方の曲を再現して、みんなに聴かせたい。こんなにいい曲があるんだって」と述べている。
テレビやラジオの他、ファンクラブ向け映像等でのトークコーナーでも坂崎だけギターを抱えて出演することが多く、話題に登った曲をその場ですぐ弾くため、共演者等には「ギター界の横森良造」他、山本潤子には「人間ジュークボックス」等と例えられている。南こうせつや吉田拓郎等のフォーク歌手はもちろん、アグネス・チャンや左卜全、田中角栄等もすぐに物真似し、吉田には「誰が今物真似しろって言った!」とツッコまれている。1981年には「BEAT BOYS」名義で吉田のヒット曲をものまねメドレーをリリースした。
1980年代に、先輩に当たる元ガロの堀内護と日高富明が都内のライブハウスで活動を共にした際に、日高が欠席した時、坂崎が代役を務めたことがあった。
2002年には、ザ・フォーク・クルセダーズ新結成時のメンバーにもなり、オリジナルメンバーの加藤和彦らから「僕らよりもフォークルをよく知っている」と驚かれた。ちなみに、初めてラジオにリクエストハガキを読んでもらったのがフォークルの「花のかおりに」であり、2002年のフォークルの新結成時の1回きりのコンサートのソロコーナーで、カップリングの「何のために」とともに披露している。
同年に『朝まで生つるべ』にゲスト出演したのがきっかけで、不定期で『朝まで歌つるべ』が放送されることになり、この2つの番組でレギュラー出演している。2003年夏からは「坂崎幸之助のお台場フォーク村」が始まり、ベテラン・若手を含めて多数のミュージシャンとのステージを行っている。
小室等からは「フォーク界の介護士」と呼ばれる。なぎら健壱との「東京フォークジャンボリーズ」や谷村新司との「アリーズ」、南こうせつとの「クローンズ」、南こうせつと木根尚登と組んだ「南こうせつとがくや姫」、TOSHI (X-JAPAN)、前田"カキテル"亘輝と組んだ「No-TAX」など、セッションによってできた非公式なグループは数知れない（NHKのフォーク大集合では坂崎二郎名義で「座・ジローズ」に飛び入り参加している）。

## 出演（坂崎単独でのレギュラー出演のみ）

### テレビ番組
- フォークソング大全集（1994年 - 、NHK-BS）
- LOVE LOVE あいしてる（1996年10月5日 - 2001年3月31日、フジテレビ）
- MUSIC HAMMER（1998年4月 - 2000年3月、フジテレビ）
- Music Museum（2000年4月 - 2001年3月、フジテレビ）
- フォーク大集合（2002年、NHK-BS）
- 朝まで歌つるべ（不定期深夜放送中、テレビ朝日）
- 朝まで生つるべ（毎年12月30日深夜放送中、テレビ朝日）
- フォーク・デイズ（不定期放送中、フジテレビ721）
- フォークゲリラ坂崎幸之助商店（不定期放送中、BS-FUJI）
- 坂崎幸之助の一夜限りの音楽ライブ（2007年 - 不定期放送中、NHK-BS・NHK総合プレミアム10）
- あの年この歌〜時代が刻んだ名曲たち〜（2014年4月1日 - 、BSジャパン） - コメンテーター（高見沢俊彦と原則週替わりで出演）
- 坂崎幸之助のももいろフォーク村NEXT（2014年9月18日 - 2019年6月13日、フジテレビNEXT・フジテレビNEXTsmart）
- しおこうじ玉井詩織×坂崎幸之助のお台場フォーク村NEXT（2019年7月18日 - 、フジテレビNEXT・フジテレビNEXTsmart）

### ラジオ番組
- 三菱ドライビングポップス〜日曜版・咲子と歌おう！〜（1977年頃 - 1978年9月、TBSラジオ）
コーナーレギュラー
- 坂崎幸之助のオールナイトニッポン（1980年4月 - 1981年9月（火曜2部）・1982年4月 - 1983年3月（火曜1部）・2004年3月31日 - 9月22日（水曜1部）、ニッポン放送）
- 坂崎幸之助のほとんど冗談! (1981年4月 - 9月、ニッポン放送)
- もてもてスクランブルBEGIN the OJIN（1983年10月 - 1984年3月（金曜）、ニッポン放送）
- スーパーFMマガジンNORU SORU（1989年4月 - 1994年3月、TOKYO FM）
- スーパーフライデーナイト・坂崎幸之助のOpen-G（1994年4月 - 1995年3月、TOKYO FM）
- UPTOWN SQUARE（1996年1月 - 1996年3月、NACK5）
- Midnight Rock City -Friday Special-（1996年4月 - 1998年3月、NACK5）
- 坂崎さんの番組という番組（1996年4月 - 、JFN系列）
- K's TRANSMISSION（1998年4月 - 、NACK5）
- 坂崎幸之助と吉田拓郎のオールナイトニッポンGOLD（2009年11月30日 - 2013年9月30日、ニッポン放送）

### イベント
- BEATLES College（1996年 - 2001年、TBSホール、府中の森芸術劇場）
- ともえちゃんフォークジャンボリー 坂崎幸之助商店（2002年 - 、お台場フジテレビ周辺）
- 坂崎幸之助のお台場フォーク村（2003年 - 、studio DREAM MAKER・ZEPP TOKYO）
- Dear BEATLES（2003年 - 、府中の森芸術劇場・市川市文化会館・渋谷公会堂）

## プロデュース作品
infix
- 青春楽団（1992年）

所ジョージ
- 洗濯脱水（1999年）
- LIVE 絶滅の危機（2000年）

## 著書

### 単行本
- 吉田拓郎のワイハーへ行こう!!（2001年3月、ワールド・フオト・プレス） - 吉田拓郎との共著
- 和ガラスに抱かれて —坂崎幸之助のガラス・コレクション（2001年7月、平凡社）ISBN 4582633919
- ネコロジー —ノラ猫トイとその仲間たちの物語（2001年8月、音楽専科社）ISBN 4872790812
- 坂崎幸之助のJ—POPスクール（2003年1月8日、岩波アクティブ新書）ISBN 4007000603
- 坂崎幸之助とJ-POPフレンズ 1（2008年10月4日、自由国民社）ISBN 442610520X
- 坂崎幸之助とJ-POPフレンズ 2（2008年11月19日、自由国民社）ISBN 4426106419
- 坂崎幸之助とJ-POPフレンズ 3（2009年1月17日、自由国民社）ISBN 4426106427
- ふるさと東京今昔散歩 第1巻 浅草編（2020年10月17日、フォトパブリッシング）ISBN 4802132018 - 生田誠との共著
- ふるさと東京今昔散歩 第2巻 羽田・大森・蒲田編（2021年4月20日、フォトパブリッシング）ISBN 4802132433 - 生田誠との共著
- ふるさと東京今昔散歩 第3巻 日本橋・東京駅編 （2022年7月22日、フォトパブリッシング）ISBN 4802133359 - 生田誠との共著

### 写真集
- フォクトレンダー・ストリートスナップ2000（田中長徳と共著、アルファベータ）ISBN 4871984788
- ニューヨークスナップ（アルファベータ）ISBN 4871984710
- 坂崎幸之助 書写真集 記念（2020年3月30日、芸術新聞社）ISBN 4875865864

### 雑誌連載
- 「THE ALFEE 坂崎幸之助のアコースティックギターカフェ」『Go!Go! GUITAR』ヤマハミュージックメディア